# Jean-François Spricigo
 (février 2023).
La mise en forme du texte ne suit pas les recommandations de Wikipédia : il faut le « wikifier ».
Les points d'amélioration suivants sont les cas les plus fréquents. Le détail des points à revoir est peut-être précisé sur la page de discussion.
- Les titres sont pré-formatés par le logiciel. Ils ne sont ni en capitales, ni en gras.
- Le texte ne doit pas être écrit en capitales (les noms de famille non plus), ni en gras, ni en italique, ni en « petit »…
- Le gras n'est utilisé que pour surligner le titre de l'article dans l'introduction, une seule fois.
- L'italique est rarement utilisé : mots en langue étrangère, titres d'œuvres, noms de bateaux, etc.
- Les citations ne sont pas en italique mais en corps de texte normal. Elles sont entourées par des guillemets français : « et ».
- Les listes à puces sont à éviter, des paragraphes rédigés étant largement préférés. Les tableaux sont à réserver à la présentation de données structurées (résultats, etc.).
- Les appels de note de bas de page (petits chiffres en exposant, introduits par l'outil «  Source ») sont à placer entre la fin de phrase et le point final[comme ça].
- Les liens internes (vers d'autres articles de Wikipédia) sont à choisir avec parcimonie. Créez des liens vers des articles approfondissant le sujet. Les termes génériques sans rapport avec le sujet sont à éviter, ainsi que les répétitions de liens vers un même terme.
- Les liens externes sont à placer uniquement dans une section « Liens externes », à la fin de l'article. Ces liens sont à choisir avec parcimonie suivant les règles définies. Si un lien sert de source à l'article, son insertion dans le texte est à faire par les notes de bas de page.
- La présentation des références doit suivre les conventions bibliographiques. Il est recommandé d'utiliser les modèles {{Ouvrage}}, {{Chapitre}}, {{Article}}, {{Lien web}} et/ou {{Bibliographie}}. Le mode d'édition visuel peut mettre en forme automatiquement les références.
- Insérer une infobox (cadre d'informations à droite) n'est pas obligatoire pour parachever la mise en page.

Pour une aide détaillée, merci de consulter Aide:Wikification.
Si vous pensez que ces points ont été résolus, vous pouvez retirer ce bandeau et améliorer la mise en forme d'un autre article.
Pour les articles homonymes, voir Spricigo.
Jean-François Spricigo, né le 3 février 1979 à Tournai en Belgique, est un artiste pluridisciplinaire belge. Ses langages privilégiés sont l’écriture, la photographie, le théâtre et la vidéo.

## Biographie
Jean-François Spricigo naît le 3 février 1979 à Tournai en Belgique, second garçon d’un père italien et d’une mère belge.
Dès l’enfance, les animaux occupent une place cardinale dans sa vie. La relation entre les humains et la nature s'impose d'ailleurs comme centrale dans son œuvre. Il considère que toute séparation / hiérarchisation du vivant est la première cause des conflits. 
Il achève ses études secondaires à Saint-Luc Tournai en section photographie en 1998. 
Après un an de stage sur des plateaux de cinéma, il entre à l'INSAS à Bruxelles en 1999 en section image.
Il mène l'essentiel de ses activités en Belgique et en France, où il est notamment artiste associé du CentQuatre-Paris.
En 2012-2013, il intègre la 83e promotion artistique de la Casa de Velázquez et séjourne un an à Madrid. En 2014, Isabelle Maeght lui consacre une exposition solo.

## Filiation
Jean-François Spricigo ne se réclame d'aucun mouvement politique, artistique ou religieux. Sa principale inspiration est la nature et l'ensemble de ses manifestations, révélée grâce aux promenades avec le chien de sa grand-mère, Ce dernier le sauvera de ses idées noires.[réf. nécessaire]
Plusieurs personnalités participeront activement à son éveil et à élargir ses perspectives :  Jacques Brel, Henry David Thoreau, Friedrich Nietzsche, Osamu Tezuka, Pierre Desproges, David Lynch, Itsuo Tsuda, Alfred Schnittke, Eric Baret , Franz Schubert et Jiddu Krishnamurti.[réf. nécessaire]
S'il n'obéit donc à nulle doctrine ou règle affiliée à une quelconque mouvance, il s'inscrit, tel que rédigé dans son manifeste, dans un élan en résonance avec les auteurs cités ci-dessus.

## Photographie
Il quitte l'école à 16 ans pour rejoindre la section artistique en photographie à l’Institut Saint-Luc de Tournai. À 17 ans, il constate sur ses planche-contact combien les amorces de ses films sont bien plus pertinentes que l’ensemble des photographies méticuleusement cadrées en suivant les instructions scolaires. Ainsi, il prend conscience de l’importance de la disponibilité à l’événement plutôt que de vouloir le contrôler. Laisser advenir le hasard - sans prérequis - dans son travail devient l’argument même de son renouvellement.
Ses premiers encouragements viendront d'Antoine d’Agata et Christian Caujolle en France et Jean-Louis Godefroid en Belgique.
Sa première exposition personnelle a lieu en 2004 au Parvis à Tarbes, dont Guy Jouaville assure le commissariat.
En 2008, sa rencontre avec Agathe Gaillard sera décisive et légitimera dès lors sa place parmi les artistes photographes à collectionner. Agathe le représente et l’expose à plusieurs reprises jusqu’à la remise de sa galerie en 2012. Pour sa dernière exposition, elle lui confie : « j’ai ouvert la galerie avec Ralph Gibson, je la clos avec toi ».
Il est aujourd’hui représenté par les galeries Camera Obscura à Paris, Louis Stern Fine Arts à Los Angeles, et la A-galerie à Bruxelles.
Son œuvre est régulièrement exposée depuis 2004 à l’internationale, auprès de galeries privées et de musées et institutions publiques.
Jean-François Spricigo anime régulièrement des ateliers créatifs pour tous publics. Il a notamment enseigné dans plusieurs écoles supérieures d'arts et à l'Université de la Sorbonne.
En 2023, son livre « nous l'horizon resterons seul », publié par les éditions Le Bec en l'air, obtient le prix Nadar.

### Expositions
Voici une liste non exhaustive de ces expositions personnelles ou en groupe :

#### Expositions personnelles
- Sarabande en 2022 à la Galerie Camera Obscura
- Les Iles en 2017 à la Galerie Camera Obscura
- Jean-François Spricigo en 2017 à la Galerie Camera Obscura
- Toujours l'aurore en 2014 au CentQuatre
- Le loup et l'enfant en 2012 à La Galerie Rouge
- Romanza en 2012 au Musée de la Photographie
- Settembre en 2010 à La Galerie Rouge
- Prelude en 2008 à La Galerie Rouge
- NoTTurno en 2007 à Le Botanique
- Silenzio en 2006 à Librairie Wallonie Bruxelles
- Silenzio en 2006 à la Galerie artcore
- Silenzio en 2005 à Espace Photo Contretype

#### Exposition en groupe
- Fragments d'un paradis en 2020 à la Galerie Camera Obscura
- Flores en 2018 à la Galerie Camera Obscura
- Festival photo La Gacilly en 2016
- Agathe Gaillard - Mémoires d'un galerie en 2013 à agnès b.
- Le hasard profite aux esprits préparés en 2010 à la La Galerie Rouge
- Rencontres d'Arles en 2009
- Silenzio en 2007 au Cultureel Centrum Hasselt
- L’empreinte en 2007 à la Galerie Triangle Bleu
- Mar Mater Materia - la Mémoire et la Mer en 2006 à l'Espace Photo Contretype
- A l'image de rien en 2006 à l'Espace Photo Contretype

### Récompenses et distinctions
- 2008 : Prix Marc Ladreit de Lacharrière – Académie des beaux-arts[11]
- 2008 : Fondation belge de la Vocation[1]
- 2021 : Mondes Nouveaux[12]
- 2023 : Prix Nadar pour « nous l'horizon resterons seul », publié par les éditions Le Bec en l'air.

### À propos de ses photographies
- « (...) Elles sont là, ces belles images venues du fond de mon sommeil. Du fond de mes troubles d’adolescent, dans l’ombre de la salle, sous le faisceau de lumière tremblante où dansaient des poussières. Ils sont là mes rêves. » Pierre Charras[réf. nécessaire]
- « J’aime beaucoup ce qu’il fait, je veux dire ce qu’il défait. Son savoir-défaire fait mieux que bien des accomplissements.(...) » Marcel Moreau[réf. nécessaire]
- « (...) Mais on ne peut croire aux  fantômes que si on ne les voit pas, Jean-François Spricigo l’a compris, reporter de l’invisible il détient le privilège de savoir suggérer ces présences sans les démasquer, paratonnerre il attire sur lui les foudres muettes, antenne dressée face à la nuit il capte l’appel silencieux de ce qui n’est déjà plus. » Philippe Grimbert[réf. nécessaire]

## Réalisations vidéo
À l’issue de ses études comme chef opérateur à l’INSAS, il travaille à différents postes sur le long-métrage Nuit noire d’Olivier Smolders, leur collaboration se poursuivra sur trois autres courts-métrages.
En 2012, le chanteur Albin de la Simone lui propose de réaliser le clip de son morceau La Fuite. Le budget est mince, et le temps de tournage n’excède pas 1 h 30, les dispositions favorables à l’imprévu de Jean-François et le talent d'improvisation d'Albin permettront néanmoins à la vidéo de trouver une identité propre. Ce sera aussi pour lui l’occasion de rencontrer le pianiste Alexandre Tharaud qui accompagne le chanteur.
Il a également travaillé avec Jean-Louis Murat, Dominique A,…

### Clips
| année | interprète / groupe | titre                                 |
| ----- | ------------------- | ------------------------------------- |
| 2019  | Skygge              | Black is the color                    |
| 2018  | Dominique A         | J'avais oublié que tu m'aimais autant |
| 2017  | Balimurphy          | Échos                                 |
| 2016  | Jean-Louis Murat    | French Lynx                           |
| 2014  | Alexandre Tharaud   | Jeunehomme (epk)                      |
| 2013  | Albin de la Simone  | Mes épaules                           |
| 2012  | Albin de la Simone  | La fuite                              |

### Films
En 2014, à l’occasion de l’exposition Toujours l’aurore au CentQuatre-Paris, il signe le texte et la réalisation de l’essai filmique en silence je l’ai aimé, dont Alexandre Tharaud compose et interprète la musique.
En 2018, il réalise les films diffusés lors de sa première création théâtrale à l’infini nous rassembler, avec Anna Mouglalis.

## Publication
Ses premières publications concernent ses photographies, des catalogues d'abord, puis des monographies personnelles et collectives.
Rapidement l'écriture tiendra une place de plus en plus importante dans son œuvre, en tant que matrice d'autres formes bien sûr, mais aussi pour elle-même.[réf. nécessaire]

### Publications personnelles
Pour chacun des ouvrages, il est précisé dans ce tableau par un astérisque si l'apport de Jean-François est littéraire ou photographique.
| année | titre                                                          | format    | texte | photos | collaboration | édition               |
| ----- | -------------------------------------------------------------- | --------- | ----- | ------ | --- | --------------------- |
| 2021  | Oraison sauvage                                                | livre     | *     | *      | Marcel Moreau | Le Bec en l'Air       |
| 2016  | Incandescence                                                  | livre     | *     |        | Nicolas Crombez | livre d'artiste       |
| 2014  | Toujours l'aurore                                              | livre     |       | *      | Dominique A, Eric Baret, Anne Biroleau, André S. Labarthe, Marcel Moreau, Josef Nadj, Alexandre Tharaud            | éditions de l’œil     |
| 2014  | Lettres à Quelqu'un                                            | livre     | *     |        | Philippe Grimbert                                                                                                  | Riveneuve             |
| 2013  | Artiste de la Casa de Velázquez                                | catalogue |       | *      | Xavier Canonne | Casa de Velázquez     |
| 2010  | Pour grandir il faut...                                        | livre     |       | *      | Catherine Grive | Rouergue              |
| 2009  | Anima                                                          | catalogue | *     | *      | Anne Biroleau, Robert Delpire, Marc Ladreit de Lacharrière, Arnaud d’Hauterives, Marcel Moreau, Jean-Jacques Sempé | Revue des Deux Mondes |
| 2009  | Conversation : je suis une histoire qui ne se laisse pas fixer | livre     | *     |        | Marcel Moreau | Tandem                |
| 2005  | Silenzio                                                       | livre     |       | *      | Olivier Smolders, Emmanuel D'Autreppe                                                                              | Yellow Now            |
| 2004  | Ici, hier                                                      | livre     |       | *      | | BnF                   |

## Réalisation radio
En 2016, il écrit et réalise deux émissions pour France Culture dans le programme de création on air.
La première, l'inspiration du souffle, présente de façon poétique la relation au vent. Les prises de son seront notamment réalisées à Ouessant. L'émission connaîtra deux mixages, l'un en stéréo binaural pour être diffusée sur les ondes, et l'autre en 5.1 avec un son spatialisé en 3D disponible sur le site de Radio France.
La seconde émission, Lettres à Quelqu'un, est centrée sur l'enfance. La musique est composée et interprétée par Alexandre Tharaud. Philippe Grimbert, Eric Baret et la grand-mère de l'auteur interviendront notamment sous la forme d'entretien.

## Théâtre
En 2018, à l'infini nous rassembler, pour sa première création théâtrale, Jean-François assume l'écriture, la mise en scène, la réalisation des vidéos et partage le plateau avec Anna Mouglalis. Participent à cette création, le chorégraphe et danseur Josef Nadj, le réalisateur Silvano Agosti et l'illustrateur Nicolas Crombez.
Présenté en novembre au CentQuatre-Paris, il est également le producteur du spectacle[réf. nécessaire].
- « (...) Ce moment, "à l'infini nous rassembler", ne ressemble à aucun autre. On se laisse porter, on accepte les ruptures, le montage, les collages. Présence des deux interprètes, jeux avec les ombres, les films, les images séduisantes d'une nature porteuse de sortilèges. (...) » Le Figaro, Armelle Héliot[27]
- {{(...) Qu’est-ce qu’une rencontre, une présence ? Que signifie faire corps, être ensemble, se retrouver ? Comment garder notre part d’enfance ? À partir de ces questions universelles, Jean-François Spricigo construit un dispositif sensible, hors des canons du spectacle vivant, et réfléchit sur sa pratique artistique. (...)}} L'Humanité, Sophie Joubert[28]
- {{(...) Se dépasser. Se rendre disponible. Renoncer à la peur. Faire corps avec la nature, réceptacle de ses envies enfouies, des plus fiévreux désirs. C’est ce à quoi invite la singulière proposition artistique magnifiquement défendue par ses interprètes. (...)}}, Christophe Candoni[29]

En 2019, Usine C à Montréal reprendra pour deux dates la pièce dans le cadre du Festival International de Littérature. Le spectacle rencontre là-aussi un très bel accueil public et critique.
En 2022, nouvelle création au CentQuatre-Paris, si l'orage nous entend, écrit, mis en scène et interprété par Jean-François. Avec Fabrice Naud comme partenaire au plateau pour la musique, et les voix d'Anna Mouglalis, Jacques Bonnaffé, Philippe Grimbert, Edwige Baily. La musique est enregistrée par Philippe Jaroussky et Bruno Helstroffer. 

## Résidences d'artiste
- 2020 : Fondation des Treilles, France
- 2016 : Academia Belgica, Italie
- 2016 : Finis terrae, France [32]
- 2014 : Pensamento Tropical, Brésil[33]
- 2012 : Casa de Velázquez